# جان فرانسوا دي سورفيل
جان فرانسوا دي سورفيل (بالفرنسية: Jean-François de Surville)‏ (و. 1717 – 1770 م) هو مستكشف فرنسي، ولد في Port-Louis, Morbihan ‏، توفي في Pucusana District ‏، عن عمر يناهز 53 عاماً ، بسبب غرق.